# Mike Fleming (cầu thủ bóng đá)
Mike Fleming (23 tháng 2 năm 1928 – 1994) là một cầu thủ bóng đá thi đấu ở vị trí Tiền đạo tầm xa cho Tranmere Rovers và Buxton.